# Ziba Paşa qızı Qəniyeva
Ziba Paşa qızı Qəniyeva (ros. Зиба Паша кызы Ганиева; ur. 20 sierpnia 1923 w Şamaxı, zm. 2010 w Moskwie) – radziecka filolożka i strzelec wyborowy podczas II wojny światowej (Front Północno-Zachodni, 3 Moskiewska Komunistyczna Dywizja Strzelecka), mająca na koncie 21 zabitych, nagrodzona medalem „Za obronę Moskwy”, odznaczona Orderem Czerwonego Sztandaru oraz Orderem Czerwonej Gwiazdy.

## Życiorys
Ojciec Ganijewej był Azerem, natomiast matka Uzbeczką. W 1937 roku wyjechała do Taszkentu, gdzie wstąpiła do szkoły choreografii przy w nowo powstałej Filharmonii Uzbeckiej. W 1940 roku przeprowadziła się do Moskwy, by uczęszczać na Rosyjski Uniwersytet Sztuki Teatralnej, jednak 7 listopada 1941 roku, niedługo po utworzeniu frontu wschodniego, wstąpiła jako ochotniczka do armii. Jej towarzyszką była inna snajperka, Nina Sołowiej.
Podczas wojny Ganijewa była radiotelegrafistką i szpiegiem (szesnaście razy przekraczała linię frontu). Brała udział w bitwie pod Moskwą. W 1942 roku jej służba wojskowa została przerwana po tym jak została ciężko ranna podczas operacji na przedmieściach Moskwy. Została zabrana z miejsca bitwy, a następnie spędziła jedenaście miesięcy w szpitalu.
Po wojnie kontynuowała naukę w szkole wyższej, a w 1965 roku uzyskała stopień kandydata nauk filologicznych.

## Prace
- Qorkinin dekadentçiliyə və naturalizmə qarşı mübarizəsi, „Azərbaycan”, nr 6, 1955
- O satirie Gor´kogo w pieriod pierwoj russkoj riewolucyi (О сатире Горького в период первой русской революции), „Litieraturnyj Azierbajdżan”, nr 12, 1955
- Stranicy iz istorii riewolucyonnoj poezii na urdu (Страницы из истории революционной поэзии на урду), „Narody Azii i Afriki”, nr 2, 1970,